# الفرجة
الفرجة قرية في منطقة معرة النعمان في محافظة إدلب في سورية.